# 出入国管理及难民认定法
出入国管理及难民认定法（日语：／*/?，昭和26年政令第319号）是日本的一项法规，涉及出入境管理制度（包括进入日本、返回日本、离开日本以及外国人在日本居留所需的许可条件和程序、居留资格制度、出入国在留管理厅的职能，以及非法入境和非法居留相关行为的处罚等），以及基于难民公约和难民议定书设立的难民认定制度。